# Ligusticopsis longiloba
Ligusticopsis longiloba är en flockblommig växtart som först beskrevs av H.Wolff, och fick sitt nu gällande namn av Leute. Ligusticopsis longiloba ingår i släktet Ligusticopsis och familjen flockblommiga växter. Inga underarter finns listade i Catalogue of Life.